# Ascyssa
Ascyssa is een geslacht van sponsdieren uit de klasse van de Calcarea (kalksponzen).

## Soorten
- Ascyssa acufera Haeckel, 1870
- Ascyssa coralloides (Haeckel, 1870)
- Ascyssa troglodytes Haeckel, 1870